# Allium rhodiacum
Allium rhodiacum är en amaryllisväxtart som beskrevs av Brullo, Pavone och Cristina Salmeri. Allium rhodiacum ingår i släktet lökar, och familjen amaryllisväxter. Inga underarter finns listade i Catalogue of Life.